# コンスタンツェ・フォン・エスターライヒ
コンスタンツェ・レナーテ・フォン・エスターライヒ（Constanze Renate von Österreich, 1588年12月24日 - 1631年7月10日）は、ポーランド王ジグムント3世ヴァーサの2度目の妃（ジグムント3世はスウェーデン王でもあったが、コンスタンツェとの再婚時には廃位されていた）。ポーランド語名はKonstancja AustriaczkaまたはKonctancja Rakuszanka。

## 生涯
オーストリア大公カール2世（神聖ローマ皇帝マクシミリアン2世の弟）と妃マリア・アンナ・フォン・バイエルンの娘として生まれた。兄に皇帝フェルディナント2世、オーストリア大公レオポルト5世、姉にジグムント3世の先妻アンナ、スペイン王妃マルガレーテがいる。
姉アンナが若くして亡くなると、ジグムント3世の後添えとして1605年12月に結婚した。コンスタンツェは優れた政治家で、国内の重要な貴族と自分の侍女らの縁組を推進し、味方に取り込んだ。また非常に信心深く、毎日2度ミサに出席した。コンスタンツェは夫の愛妾であるウルシュラ・マイェリンを相談相手として重用していた。彼女は画家と建築家のパトロンだった。

## 子女
- ヤン・カジミェシュ（1607年 - 1608年）
- ヤン2世カジミェシュ（1608年 - 1672年）　ポーランド王
- ヤン・アルベルト（1612年 - 1634年）
- カロル・フェルディナント（1613年 - 1655年）
- アレクサンデル・カロル（1614年 - 1634年）
- アンナ・コンスタンツィア（1616年　夭折）
- アンナ・カタジナ・コンスタンツィア（1619年 - 1651年）